# Сідлоподібний ніс
Сідлоподібний ніс — дистрофічна деформація зовнішнього людського носа, характеризується прогинанням спинки носа через втрату його пружності — зовнішній ніс з часом починає в профіль нагадувати сідло, звідки й назва. Зазвичай уражається хрящовий скелет носа при порушеннях живлення хрящів, зокрема хрящів носової перегородки. Кісткова форма просідання зустрічається рідко, маючи підґрунтя нелікованих переломів або третинного сифілісу, пізньої стадії прокази; ізольована хрящова форма зустрічається частіше — є наслідком так званого «кокаїнового носу».

## Передумови
Зовнішній ніс сформований з парних та непарних хрящів. Слизова оболонка, яка покриває хрящі носа, піддається зовнішньому впливу: будучи вологою, вона значною мірою охолоджується та осушується при вдиханні повітря. Надмірне кровопостачання хрящів Кісельбаховим сплетенням та щільне приростання судин до слизової є компенсацією судинної звужуючої дії холодного повітря на кровоносні судини, компенсує осушення слизової і є запорукою належного живлення хрящів.
Ушкодження різноманітного характеру слизової оболонки носа в передньо-нижній її частині можуть призводити до ушкодження судинного сплетіння, отже, до порушення кровопостачання хряща, що у свою чергу припинить розвиток нових хондроцитів та сприятиме розвитку дегенеративних змін у хрящах. Носова перегородка є одним із чутливих місць до такого впливу, оскільки з обох боків покрита тонкою слизовою оболонкою.
Слизова оболонка у цій ділянці не має підслизового розвиненого прошарку (лат. tela submucosa), який забезпечує гомеостаз, а судини які знаходяться під слизовою оболонкою, щільно зрощені із зовнішньою поверхнею охрястя та слизової — навіть незначні ушкодження медикаментозного, ятрогенного, інфекційного характеру одразу викликають порушення кровопостачання хряща.
Щільне прилягання судин носової перегородки слизової та хрящів є однією із причин подовженого періоду носової кровотечі у порівнянні з іншими локалізаціями кровотеч на шкірі або слизових оболонках. З порушенням кровопостачання носової перетинки, каскадно порушується також кровопостачання внутрішньої поверхні хрящів носа, чи викликає їхнє потоншення і змінює форму носа.

## Етіологія
Причинами деформацій можуть бути як прямі, так і комбіновані чинники.
- Переломи носа та переломи хрящової частини носа можуть спричинювати гематоми під охрястям. Стара кров, яка накопичилось між хрящем та охрястям, не забезпечуючи належного кровопостачання хряща, може служити причиною відмирання частини хряща, відповідно його деформації, а місце осумкованої геметоми може інфікуватись. У таких випадках слід усунути гематому, виконавши тугу тампонаду, а при необхідності редресацію носової перегородки.
- Ліки та наркотичні засоби: неконтрольоване приймання судинозвужуючих засобів, вдихання кокаїну через трубочку спричинює осідання цих засобів у першу чергу на носовій перегородці, викликаючи стійкий судинозвужуючий ефект.
- Розщілини піднебіння: повна розщілина піднебіння яка проходить через все тверде піднебіння і доходить до носа та губи, може бути часто поєднана із генетичною патологією, наприклад синдромом Дауна. Рідше при частковій, а у випадку повної двосторонньої розщілини носа (через дві ніздрі), кісткова та хрящова основа носа не має належної фіксації до відростків верхньої щелепи, які утворюють дно носової порожнини, що спричинює просідання спинки носа.
- Ятрогенні чинники: — наслідок невдалого лікування, наприклад, як наслідок редресації носової перегородки, септопластики, ринопластики. За певних обставин регенеративні процеси організму можуть бути недостатніми на момент виконання оперативних втручань для відновлення слизових покривів і відновлення трофіки хрящів. Подібне явище може статися тоді, коли оперативне втручання було вирішено проводити, незважаючи на слабкі регенеративні процеси.

## Лікування
Історично відомі випадки, коли ніс з сідловидної форми взагалі зникав, — із розповсюдженням гумозних запалень як на внутрішні так і зовнішні хрящі, що спричиняло грубі косметичні дефекти обличчя людини. Цікавим є застосування в допеніцилінову еру штучного носа-протеза, що виконувався з металу, поєднувався з обрамленням окулярів та візуально компенсував відсутність носу. З розвитком антибіотикотерапії та ширшим впровадженням медичної допомоги, випадки коли ніс взагалі відсутній майже не зустрічаються та є предметом цікавості та майстерності у пластичній хірургії.
Основний напрямок лікування передбачає усунення причини дистрофічних змін хрящів, досягнення періоду нормалізації трофіки решти хрящів, імплантація в носову перегородку як змінних силіконових протезів для усунення свисту так і аутотрансплантантів — фрагментів реберних хрящів для перманентної реконструкції.

### Відсутність носа
Реконструкція при відсутності носа може мати онкохірургічне, травматичне чи інфекційне підґрунтя, надзвичайно рідкісні випадки — вроджена відсутність носа, яка інколи може передбачати лише відновлення його форми але не дихальних шляхів, ввиду їхньої відсутності. Зовнішній ніс можуть відновлювати за допомогою надрукованих синтетичних фрагментів для опори, шкіру — за допомогою мігруючого філатовського стебла виокремленого з руки, або за допомогою виокремлено клаптя шкіри з лоба та розвернутого до ділянки носа — коли шкірний дефект незначний, проте, виокремлення шкіри з лоба залишає косметичну ваду на ділянці лоба. Обидва способи передбачають донорство кляптя шкіри на ніжці.